# 中華民國駐東方市總領事館
中華民國駐東方市總領事館（西班牙語：Consulado General de la República de China en Ciudad del Este）是中華民國派駐於巴拉圭第二大城市東方市內的總領事館。兩國於1957年建交並開設大使館後，因應數量遽增的臺商與僑領，1988年中華民國外交部再開設「駐史托斯納爾市（Puerto Presidente Stroessner）總領事館」，後更名為「駐東方市總領事館」。
2009年8月31日馬英九政府關閉位於巴拿马的駐箇朗總領事館後，駐東方市總領事館與位於洪都拉斯的駐汕埠總領事館成為中華民國唯二正式編制的领事馆；2023年3月底，隨著與宏都拉斯斷交，本館成為唯一的中華民國駐外總領事館。

## 組織架構
總領館館長為總領事，另設有副總領事1名及僑務秘書若干名。
現任總領事為陳慧芬，2025年3月到任。

## 領事轄區
駐東方市總領事館轄區包括巴拉圭境內的上巴拉那省、伊塔普阿省和卡寧德尤省，另兼轄鄰近巴西的伊瓜蘇市。

## 外部連結
- 駐東方市總領事館 （页面存档备份，存于）（繁體中文）